# Best of 1985/1995
Albums de Marc Lavoine
Faux Rêveur
(1993) Lavoine Matic
(1996)
Marc Lavoine 85-95 ou Best of 85-95 est la première compilation de Marc Lavoine sortie le 3 octobre 1995 en France regroupant les 10 premières années de chansons de l'artiste.

## Liste des titres
| No  | Titre                                                | Auteur                         | Durée |
| --- | ---------------------------------------------------- | ------------------------------ | ----- |
| 1.  | Pour une biguine avec toi                            | Marc Lavoine, Fabrice Aboulker | 3:40  |
| 2.  | Elle a les yeux révolver                             | Marc Lavoine, Fabrice Aboulker | 3:30  |
| 3.  | Le parking des anges                                 | Marc Lavoine, Fabrice Aboulker | 3:50  |
| 4.  | Bascule avec moi                                     | Marc Lavoine, Fabrice Aboulker | 3:39  |
| 5.  | Même si                                              | Marc Lavoine, Fabrice Aboulker | 3:32  |
| 6.  | Le monde est tellement con                           | Marc Lavoine, Fabrice Aboulker | 3:09  |
| 7.  | Qu'est-ce que t'es belle (duo avec Catherine Ringer) | Marc Lavoine, Patrice Mithois  | 4:12  |
| 8.  | Si tu veux le savoir                                 | Marc Lavoine, Fabrice Aboulker | 3:09  |
| 9.  | C'est la vie                                         | Marc Lavoine, Fabrice Aboulker | 3:44  |
| 10. | Chère amie (toutes mes excuses)                      | Marc Lavoine, Fabrice Aboulker | 4:04  |
| 11. | Rue Fontaine                                         | Marc Lavoine, Fabrice Aboulker | 3:53  |
| 12. | Je n'ai plus rien à te donner                        | Marc Lavoine, Fabrice Aboulker | 3:21  |
| 13. | Paris                                                | Marc Lavoine, Fabrice Aboulker | 3:49  |
| 14. | L'amour de 30 secondes                               | Marc Lavoine, Fabrice Aboulker | 3:40  |
| 15. | Ca m'est égal                                        | Marc Lavoine, Fabrice Aboulker | 4:31  |
| 16. | Tu me suffiras                                       | M. Oats, O. Menor              | 4:22  |
| 17. | On n'ira jamais à Venise                             | Marc Lavoine, Fabrice Aboulker | 5:35  |
| 18. | Une nuit sur son épaule (duo avec Véronique Sanson)  | Véronique Sanson               | 3:40  |
| 19. | Reste sur moi                                        | Marc Lavoine, Pierre Grillet   | 4:08  |
| 20. | Nu                                                   | Marc Lavoine, Fabrice Aboulker | 3:54  |

Notes sur les titres :
- 1-4 : 1985
- 5-8 : 1987
- 9-12 : 1989
- 13-15 : 1991
- 16-17 : 1993
- 18 : 1995, enregistré aux Francofolies de La Rochelle en juillet 1995
- 19-20 : Inédits

## Crédits
- Arrangements : Pascal Stive, sauf
  - 16 : Eric Benzi
  - 18 : Hervé Leduc
- Mixé par J.P.B., sauf :
  - 1, 2 : Bernard Estardy
  - 4 : Manu Guyot
  - 7, 16 : Tony Visconti
  - 18 : Justin Niebank
- Réalisé par Fabrice Aboulker pour AVREP sauf :
  - 1, 3, 14, 15 : Fabrice Aboulker et J.P.B.
  - 16, 17 : Tony Visconti
  - 18 : Bernard Saint-Paul pour B.S.P. Conseil
- Illustrations : Hervé Di Rosa
- Photo : Vincent Knapp

- Editions
  - 2-6, 8-12 : AVREP
  - 1 : Société des Nouvelles Éditions Eddie Barclay droits transférés à Warner Chappell Music France / R.M.F.
  - 7 : AVREP / Virgin
  - 13-15, 17, 20 : AVREP / Les Amours du Dimanche
  - 16 : AVREP / JRG
  - 18 : Société des Éditions Musicales Piano Blanc
  - 19 : Note de Blues / Les Amours du Dimanche